# Rada Rassimov
Rada Rassimov, pseudonimo di Rada Đerasimović (Trieste, 7 maggio 1938), è un'attrice italiana.
Ha iniziato la carriera di attrice nei primi anni sessanta e dal 1975 ha lavorato prevalentemente in televisione.

## Biografia
Figlia di genitori serbi, sorella gemella dell'attore Ivan Rassimov, esordisce con una piccola parte in Senilità, diretto nel 1962 da Mauro Bolognini. Ha avuto il momento di massima notorietà negli anni sessanta e negli anni settanta. Deve la fama all'interpretazione fornita nel film di Sergio Leone Il buono, il brutto, il cattivo, dove ricopriva il ruolo di una prostituta picchiata da Sentenza (interpretato da Lee Van Cleef). Ne Il gatto a nove code di Dario Argento, interpreta il ruolo di Bianca Merusi, vittima di un assassino.
Per la televisione ha preso parte a film come Caligola diretto da Luigi Squarzina, Gli angeli del potere di Giorgio Albertazzi o Bel ami di Sandro Bolchi. In teatro figura in vari lavori diretti da registi come Albertazzi, Giulio Bosetti e Giuseppe Patroni Griffi. Negli anni sessanta ha interpretato anche fotoromanzi per la Lancio insieme al fratello Ivan, anch'egli attore, soprattutto in film di genere western all'italiana e d'azione (in particolare poliziotteschi e cannibal) fra gli anni sessanta e settanta. Negli anni ottanta ha interpretato il videoclip Radio Varsavia di Franco Battiato. È tornata sulle scene nel 2003. Il suo ultimo film è Perdutoamor del 2003, diretto da Franco Battiato, nel quale interpreta la parte di Clara Pasini.

## Vita privata
Fu la prima moglie dell'attore Gianni Musy, con cui ebbe due figlie, Stella Musy e Mascia Musy.

## Filmografia

### Cinema
- Sfida al re di Castiglia, regia di Ferdinando Baldi (1963)
- I maniaci, regia di Lucio Fulci (1964)
- Per il gusto di uccidere, regia di Tonino Valerii (1966)
- Il buono, il brutto, il cattivo, regia di Sergio Leone (1966)
- Hypnos - Follia di massacro, regia di Paolo Bianchini (1967)
- Non aspettare Django, spara, regia di Edoardo Mulargia (1967)
- Toufan bar farase Petra, regia di Frank Agrama (1968)
- Quel caldo maledetto giorno di fuoco, regia di Paolo Bianchini (1968)
- Il seme dell'uomo, regia di Marco Ferreri (1969)
- Django il bastardo, regia di Sergio Garrone (1969)
- Umano, non umano, regia di Mario Schifano (1969)
- Il leone a sette teste (Der Leone Have Sept Cabeças), regia di Glauber Rocha (1970)
- Necropolis, regia di Franco Brocani (1970)
- Il gatto a nove code, regia di Dario Argento (1971)
- A cuore freddo, regia di Riccardo Ghione (1971)
- La grande scrofa nera, regia di Filippo Ottoni (1972)
- Gli orrori del castello di Norimberga, regia di Mario Bava (1972)
- Stregone di città, regia di Gianfranco Bettetini (1973)
- Il tempo dell'inizio, regia di Luigi Di Gianni (1974)
- Fatevi vivi, la polizia non interverrà, regia di Giovanni Fago (1974)
- Life Size (Grandezza naturale) (Grandeur nature), regia di Luis García Berlanga (1974)
- Magyar rapszódia, regia di Miklós Jancsó (1979)
- Allegro barbaro, regia di Miklós Jancsó (1979)
- Quartetto Basileus, regia di Fabio Carpi (1983)
- Russicum - I giorni del diavolo, regia di Pasquale Squitieri (1988)
- Perdutoamor, regia di Franco Battiato (2003)

### Televisione
- Una tragedia americana – miniserie TV (1962)
- Die rote Kapelle – miniserie TV (1972)
- L'olandese scomparso – miniserie TV (1974)
- Un uomo curioso – film TV (1975)
- Michele Strogoff – miniserie TV (1975-1977)
- Il processo a Maria Tarnowska, regia di Giuseppe Fina – miniserie TV (1977)
- Orient-Express – miniserie TV (1980)
- I giochi del diavolo – miniserie TV (1981)
- Mein Bruder und ich – film TV (1982)
- La freccia nel fianco – miniserie TV (1983)
- Un caso d'incoscienza – film TV (1984)
- Gli angeli del potere – film TV (1988)

## Doppiatrici italiane
- Rita Savagnone in Il buono, il brutto, il cattivo, Per il gusto di uccidere, Django il bastardo
- Mirella Pace in Hypnos - Follia di massacro
- Vittoria Febbi in Michele Strogoff